# Спандониева къща
Спандониевата къща е възрожденска къща, паметник на културата в град Мелник, представител на мелнишката къща.

## Местоположение
Къщата е изградена през 1815 година високо на десния бряг на Роженското дере.

## Описание
Сградата е двуетажна, като приземният етаж, традиционно за Мелник, е служел за обработка и съхраняване на вино. В ъглите на стопанската част са вградени колони. На силно издадения жилищен етаж се влиза направо от север. Състои се от голям средищно пространство и жилищни стаи (къщи) около него. В приемната се влиза през двойна врата. Вдясно е кабинетът, обзаведен с вградена мебел и с декоративни решетки на прозорците, а вляво е спалнята. Дневната с два реда прозорци, кухнята и банята заемат западната част. На изток има малки стопански помещения. До входа на централното помещение има подиум, обграден с колонки с арки и парапет за музикантите при тържества.